# ملوية وزية
ملوية وزية (بالإنجليزية: Helicobacter anseris)‏ هي نوع من البكتيريا، سلبية الغرام، تتبع الملوية.